# Єнчепінг (лен)

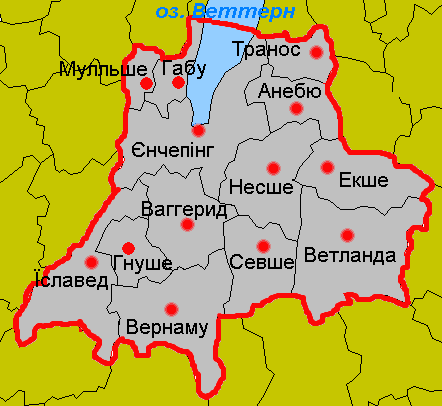
Комуни лену Йончепінг

Єнче́пінг (швед. Jönköpings län) — лен розташований у центральній Швеції у провінції Смоланд. Межує з ленами Галланд, Вестра-Йоталанд, Естерйотланд, Кальмар та Крунуберг. Адміністративний центр — Єнчепінг.
Лен заснований у 1687 році. Після розформування лену Скараборґ з 1 січня 1998 року до складу лену Єнчепінг відійшли комуни Мулльше і Габу.
Єнчепінг розташований у середній частині південної Швеції і є логістичним і демографічним центром Скандинавії. Це найбільш індустріалізована область у Скандинавії і вважається найсприятливішою для комерційної діяльності частиною Швеції.

## Адміністративний поділ
Адміністративно лен Єнчепінг поділяється на 13 комун:
1. Комуна Анебю (Aneby kommun)
2. Комуна Ваггерид (Vaggeryds kommun)
3. Комуна Вернаму (Värnamo kommun)
4. Комуна Ветланда (Vetlanda kommun)
5. Комуна Габу (Habo kommun)
6. Комуна Гнуше (Gnosjö kommun)
7. Комуна Екше (Eksjö kommun)
8. Комуна Єнчепінг (Jönköpings kommun)
9. Комуна Їславед (Gislaveds kommun)
10. Комуна Мулльше (Mullsjö kommun)
11. Комуна Несше (Nässjö kommun)
12. Комуна Севше (Sävsjö kommun)
13. Комуна Транос (Tranås kommun)